# Зуб, Юрий Леонидович
Юрий Леонидович Зуб (21 марта 1947, Маньковка, Винницкая область — 30 мая 2016) — украинский ученый в области физической химии и химии поверхности, заведующий отделом химии поверхности гибридных материалов Института химии поверхности им. А. А. Чуйко НАНУ, д.х.н. (2010), профессор (2012).

## Биография
Родился 21 марта 1947 в с. Маньковка Бершадского района Винницкой. обл. в семье педагогов.

### Образование и карьера
1966 — окончил Смилянский техникум пищевой пром-ти.

1973 — окончил химический факультет Киевского государственного университета имени Тараса Шевченко

1973—1975 p.p. — армия. Служил на Мысе Шмидта (РФ, СССР). Звание — старший лейтенант.

1975—1978 г.г. — обучение в аспирантуре при кафедре неорганической химии Киевского государственного университета имени Тараса Шевченко

1981 окончил ф-т повышения квалификации при МГУ.

1982 гг. — кандидат химических наук по специальности «неорганическая химия» (кандидатская диссертация на тему «Синтез, строение и свойства координационных соединений лантаноидов, включающих трис (диметиламино) фосфиноксид»)

Читал лекции, вел семинарские и практические занятия по курсам «Общая химия», "Координационная химия», «Неорганическая химия ". Сфера научной деятельности: химия и стереохимия коорд. соединений лантаноидов, химия псевдогалогенидов; рентгеноструктурный анализ.

1986 — доцент кафедры неорганической химии Киевского государственного университета имени Тараса Шевченко

1986—1994 гг — работал в Институте химии поверхности НАН Украины.

1994—1997 — Активно участвует в возрождении Национального университета «Киево-Могилянская академия». Является основателем, а в дальнейшем первым заведующим кафедрой химии и проректором по научным исследованиям и развитию Национального университета «Киево-Могилянская академия»

1997—2016 — Продолжает работу в Институте химии поверхности им. А. А. Чуйко НАН Украины.

1998—2001 — старший научный сотрудник Национального университета «Киево-Могилянская академия»

2010 — доктор химических наук по специальности «физическая химия» (докторская диссертация на тему «Функционализированные органокремнеземы: синтез, строение, физико-химические свойства»)

2012 — профессор по специальности «физическая химия»
Член Ученого совета Института химии поверхности им. А. А. Чуйко НАН Украины, член спецсоветов Д 26.210.01 (Институт химии поверхности им. А. А. Чуйко НАН Украины) и Д 26.207.02 (Институт проблем материаловедения им. И. М. Францевича НАН Украины)
Член редколлегии журналов «Химия, физика и технология поверхности» (Киев, Украина) и «Сорбционные и хроматографические процессы» (Воронеж, Россия)
Научные интересы: направленный синтез гибридных органо-неорганических материалов и сорбционные процессы с их участием.

## Награды и гранты
- 1974 — медаль за лучшую студенческую научно-исследовательскую работу по химии от Украинского химического общества
- 1994—1997 — Грант INTAS 94-4612, проф. Р. В. Париш (UMIST, Манчестер, Великобритания)
- 1996 — грант CAST, проф. Р. С. Драго (Университет Флориды, США, 6 месяцев)
- 1997—1999 — Грант NTAS 97-0978, проф. Дж. Фрайссард (UMPC, Париж, Франция)
- 1998, 2001 — Грант DAAD, проф. Г. В. Роски, (Университет Геттинген, Германия, 2 месяца x2)
- 1999 — Грант RSC, проф. Р. В. Париш (UMIST, Великобритания, 3 месяца);
- 2000—2001 гг. — грант CNR-NATO, проф. Г. Предиери (Университет Пармы, Италия, 6 месяцев).
- 2002—2006 г.г. — NATO, «Science for Peace Program», грант № 978006
- 2006—2008 г.г. — грант МОН Украины № М / 168—2006 (в рамках научно-технического сотрудничества с КНР)
- 2007—2008 г.г. — РФФИ Украины, проект № 14.3 / 003 (в рамках сотрудничества с Республикой Беларусь)
- 2007 — ARW NATO, грант № CBP.982782
- 2008—2010 г.г. — НАН Украины-АН Чешской республики (грант научного обмена)
- 2009—2010 г.г. — грант МОН Украины (в рамках научно-технического сотрудничества с Польшей)
- 2009—2010 г.г. — грант МОН Украины № М / 118—2009 (в рамках научно-технического сотрудничества со Словенией)
- 2010—2011 г.г. — НАН Украины-CNRS Франции (грант научного обмена)
- 2010—2014 г.г. — проект № 6.22.5.42 в рамках Государственной целевой научно-технической программы «Нанотехнологии и наноматериалы»
- 2011—2012 г.г. — РФФИ Украины, проект № Ф41 / 104—2011 (в рамках сотрудничества с Республикой Беларусь)
- 2012—2013 г.г. — грант ДКНИИ Украины № M / 319—2012 (в рамках сотрудничества с Литвой)
- 2012—2015 г.г. — NATO Science for Peace, грант № 984398
- 2013—2015 г.г. — руководитель с украинской стороны проекта Dnr. 2012-6205, поддержанного Swedish Research Links Program Шведского исследовательского совета
- 2012—2014 г.г. — грант НАН Украины, (в рамках сотрудничества с Польской АН)
- 2015 −2016 г.г. — - грант НАН Украины 06-03-15 (в рамках совместного конкурса НАН Украины и НАН Беларуси)
- 2011 г. — грамота Отделения химии НАН Украины по случаю 25-й годовщины основания Института химии поверхности им. А. А. Чуйко НАН Украины

## Научные достижения
Автор более 300 научных работ, среди которых одна книга, отдельные главы в 3 книгах, около 200 научных статей, подготовил 5 кандидатов химических наук. Имел организаторские способности, что позволило ему организовать и провести на высоком научном уровне 2 международные конференции (2010, Киев; 2012 Севастополь) и 1 конференцию-школу НАТО (2008, Пуща-Водица).